# Hysteria (Def-Leppard-Album)
Hysteria (engl. für Hysterie) ist das vierte Studioalbum der britischen Hard-Rock-Band Def Leppard. Es erschien 1987 und ist mit über 20 Millionen verkauften Exemplaren das erfolgreichste Album der Gruppe und eines der weltweit meistverkauften Musikalben. Es erreichte im Vereinigten Königreich und den USA Platz eins der Charts. 
Aus dem Album wurden sieben Singles ausgekoppelt, die erfolgreichsten waren Pour Some Sugar on Me und Love Bites. Das Album war bei seinem Erscheinen eines der längsten Einzelalben, die bis dahin veröffentlicht worden waren. Es definiere laut der deutschen Musikzeitschrift Rocks „wie kein anderes Werk die Klangästhetik des Hardrock der 1980er Jahre“.

## Einordnung in den musikalischen Hintergrund
Mit dem vorangegangenen Studioalbum Pyromania war der Band 1983 der kommerzielle Durchbruch gelungen. Im Februar 1984 beendete die Gruppe ihre Welttournee, und vor allem in den USA war sie zu diesem Zeitpunkt die gefragteste Hard-Rock-Band: Pro Woche wurden etliche tausend Exemplare von Pyromania verkauft. Das Album hatte Platz 2 der US-amerikanischen Albumcharts erreicht und war nur durch Michael Jacksons Thriller übertrumpft worden. Aus steuerlichen Gründen beschlossen die Musiker, nach Irland umzusiedeln.
“Mutt” Lange, seit ihrem Album High n’ Dry (1981) Produzent der Band, war der Ansicht, dass nun „wahrscheinlich so gut wie jede Band versuchen werde, Pyromania zu kopieren.“ Daher dürfe sich Def Leppard nicht wiederholen und einfach nur den zweiten Teil des Albums herausbringen, sondern müsse stattdessen „ein in der Popmusik maßstabsetzendes Edel-Werk“ liefern.

## Aufnahme und Produktion
Die Band begann im Frühjahr 1984 in den Wisseloord Studios im niederländischen Hilversum unter Anleitung Langes mit der Vorproduktion für das Album und arbeitete erste Stücke aus, als dieser plötzlich aussteigen musste: Er sei ausgebrannt, nachdem er Jahr für Jahr mit der Produktion der Alben von The Cars (Heartbeat City), Foreigner (4) und AC/DC (Highway to Hell, Back in Black, For Those About to Rock (We Salute You)) Höchstleistungen in seinem Fach erbracht hatte. Da er „nicht an der Entstehung des Albums mitwirken wollte, wenn er nicht vollständig fit“ sei, zog er sich von den Aufnahmen zurück.
Die Plattenfirma der Band, Mercury Records, drängte zur Fortführung der Arbeiten, und die Gruppe stimmte der Zusammenarbeit mit einem anderen Produzenten zu. Dazu wurden verschiedene Kandidaten kontaktiert, unter anderem Ted Templeman, Mike Stone, Trevor Horn, Steve Lillywhite und Phil Collins. Als eine Zusammenarbeit mit diesen Produzenten nicht zustande kam, schlug das Management der Band Jim Steinman vor. Sechs Wochen lang arbeitete die Band mit ihm, bevor sie sich von ihm trennte, weil „von Beginn an rein gar nichts gepasst“ hatte, wie Sänger Joe Elliott sagte.

„Irgendwann werden wir einen Song, den wir mit ihm (Steinman) aufgenommen haben, in ein Box-Set packen, damit alle was zu lachen haben. Echt, die Aufnahmen sind derart mies...“

Die Band beschloss, das Album selber zu produzieren. Sie erhielt dabei Unterstützung durch den Toningenieur Nigel Green, der ihnen von Lange empfohlen worden war. Die Arbeiten wurden ab November 1984 gemeinsam mit Green fortgesetzt. Die Stücke des Albums schrieb die Band gemeinsam. Die Aufnahmen wurden erneut unterbrochen, nachdem Schlagzeuger Rick Allen im Dezember 1984 einen Autounfall gehabt hatte, in dessen Folge ihm der linke Arm amputiert werden musste. Mit Hilfe der NASA wurde eigens für ihn ein teilweise elektronisches Schlagzeug entwickelt, bei dem er die wichtigsten Funktionen mit den Füßen bedienen konnte. Er bedient es über vier Fußpedale, die es ihm ermöglichen, die Klänge abzurufen, die er zuvor mit seinem linken Arm gespielt hatte.
Im Frühjahr 1985 hatte die Gruppe einige Demos fertiggestellt, unter anderem für die Songs Animal, Gods of War, Run Riot und Women. Im Juli 1985 kehrte Lange zurück und fällte ein vernichtendes Urteil über das bisher aufgenommene Material. Er forderte neue Lieder und bestand darauf, dass viele der bereits vorhandenen Titel umgeschrieben und massiv optimiert werden müssten. In der Folgezeit entstanden zahlreiche ausgefeilte und facettenreiche Kompositionen.
Die Gitarristen Steve Clark und Phil Collen verwendeten für die Aufnahmen allerdings nicht die sonst üblichen Gitarrenverstärker, sondern nutzten den von Tom Scholz (Boston) entwickelten Rockman. Phil Collen erklärte dazu:

„Große Verstärker sind cool, solange du nicht Unmengen von Overdubs zu erledigen hast. Aber bei uns gibt es so viele übereinandergestapelte Gitarrenschichten, dass es mit einem fetten Marshall-Sound wohl nur einen einzigen Soundbrei gegeben hätte. Außerdem haben Steve und ich nur selten kräftige Powerakkorde gespielt, sondern sehr filigrane Sachen. Die wären anders nicht zur Geltung gekommen.“

In diesem und weiteren Beispielen zeigt sich Langes Perfektionismus. Um für die Bridge des Titels Hysteria auf Keyboards verzichten zu können, mussten Clark und Collen ihre jeweiligen Akkorde in einzelne Noten zerlegen. Jede einzelne Saite wurde anschließend separat aufgenommen. Lange vermied so die typischen leichten Arpeggio-Effekte, die beim Spielen von Akkorden auf der Gitarre entstehen. Für Gods of War wiederum kopierte Lange so viele Harmoniegesänge, dass am Ende über 100 Chor-Spuren entstanden.
Im Sommer 1986 unterbrach die Band die Arbeiten am Album, um bei einigen Club-Shows in Irland und anschließend bei den Monsters-of-Rock-Festivals in Castle Donington, Stockholm, Nürnberg und Mannheim aufzutreten. Rick Allen sollte bei den Auftritten in Irland von Jeff Rich (Status Quo) unterstützt werden; zum vierten Auftritt Def Leppards in Ballybunion kam Rich jedoch zu spät, und Allen spielte die Show alleine.
Nach den Festivalauftritten arbeitete die Band weiter an den Aufnahmen. Joe Elliott probierte dabei etwas auf einer akustischen Gitarre aus, Phil Collen entwickelt dazu ein Riff, das an White Lines von Grandmaster Flash angelehnt war, und in knapp zehn Tagen entstand Pour Some Sugar on Me. Im November 1986 erkrankte Sänger Joe Elliott an Mumps, Produzent Lange wurde in einen Verkehrsunfall verwickelt und zog sich dabei schwere Verbrennungen an den Beinen zu, arbeitete aber selbst im Krankenhaus noch an Ideen für das Album. 
Es gelang der Band schließlich, die Aufnahmen im Januar 1987 fertigzustellen. Lange arbeitete anschließend noch drei Monate am Mix des Albums, das am 3. August 1987 als LP, CD und MC veröffentlicht wurde, fast vier Jahre nach dem Vorgängeralbum.

## Coverdesign
Das Cover des Albums wurde vom britischen Künstler Andie Airfix geschaffen, der auch die Hüllen der veröffentlichten Singles gestaltete. Er erhielt den Auftrag der Band ohne konkrete Informationen darüber, was von ihm erwartet würde. Zu diesem Zeitpunkt plante die Gruppe noch, das Album Animal Instinct zu nennen. Airfix’ Idee war es, etwas abzubilden, das sich zum Betrachter umdreht oder sich ihm zuwendet und ansieht, und der erste Entwurf zeigte einen Adler, einen Hai und einen Löwen, die ineinander übergingen.
Als der Albumtitel zu Hysteria geändert wurde, musste Airfix seine Idee wieder verwerfen und von vorn beginnen. Der neue Entwurf zeigte innerhalb eines Dreiecks ein verzerrtes Gesicht, das mit dem komplexen Hintergrund zu verschmelzen schien. Das Dreieck war nach Airfix Ansicht ein wiedererkennbares Element für Def-Leppard-Fans, weil es auch Teil des Bandlogos war. Von diesem Punkt aus wollte der Künstler dann etwas Beängstigendes schaffen. Dies gelang ihm, indem er das Gesicht mit weit aufgerissenem Mund einmal von vorn zeigte, aber auch seine Seitenansicht einarbeitete, sodass man einen Kopf mit zwei schreienden Gesichtern betrachtete.
Die Band, deren Popularität gesunken war, begann eine Tournee mit insgesamt 227 Shows, um das Album zu promoten. Es erhielt dauerhaft Airplay beim Musiksender MTV. Joe Elliott bezeichnete das Album als das am meisten überproduzierte Album der Band und äußerte sich überrascht vom Erfolg von Hysteria.

## Titelliste
| Nr.          | Titel                 | Autor(en)                                                             | Anmerkungen                         | Länge |
| ------------ | --------------------- | --------------------------------------------------------------------- | ----------------------------------- | ----- |
| 1.           | Women                 | Steve Clark, Phil Collen, Joe Elliott, Robert John Lange, Rick Savage |                                     | 5:41  |
| 2.           | Rocket                | Clark, Collen, Elliott, Lange, Savage                                 |                                     | 6:34  |
| 3.           | Animal                | Clark, Collen, Elliott, Lange, Savage                                 |                                     | 4:02  |
| 4.           | Love Bites            | Clark, Collen, Elliott, Lange, Savage                                 |                                     | 5:46  |
| 5.           | Pour Some Sugar on Me | Clark, Collen, Elliott, Lange, Savage                                 |                                     | 4:45  |
| 6.           | Armageddon It         | Clark, Collen, Elliott, Lange, Savage                                 | Backing Vocal: Debbi Blackwell-Cook | 5:21  |
| 7.           | Gods of War           | Clark, Collen, Elliott, Lange, Savage                                 |                                     | 6:33  |
| 8.           | Don’t Shoot Shotgun   | Clark, Collen, Elliott, Lange, Savage                                 |                                     | 4:19  |
| 9.           | Run Riot              | Clark, Collen, Elliott, Lange, Savage                                 |                                     | 4:39  |
| 10.          | Hysteria              | Clark, Collen, Elliott, Lange, Savage                                 |                                     | 5:49  |
| 11.          | Excitable             | Clark, Collen, Elliott, Lange, Savage                                 |                                     | 4:10  |
| 12.          | Love and Affection    | Clark, Collen, Elliott, Lange, Savage                                 | Bouzouki: Ronan McHugh              | 4:35  |
| Gesamtlänge: | Gesamtlänge:          | Gesamtlänge:                                                          | Gesamtlänge:                        | 61:52 |

## Rezeption
Das Musikmagazin Rolling Stone führt das Album auf Platz 464 seiner Liste der 500 besten Alben aller Zeiten, weltweit verkaufte das Album sich über 20 Millionen Mal. Das Album erreichte Platz 1 der Albumcharts in den USA, Großbritannien, Norwegen, Australien und Neuseeland.
Hysteria erhielt überwiegend sehr gute Kritiken. In einem zeitgenössischen Review des Rock Hard wird dem Album ein „erstklassiges Niveau“ bescheinigt, wenngleich die Band „gegenüber dem Vorgänger etwas softer“ geworden sei, sei es ein „großer Wurf“. Der Rolling Stone bezeichnete es als das „schmackhafteste Pop-Metal-Bonbon der 1980er“. Für Steve Huey von Allmusic setze die Band ihrem eingängigen Pop-Metal mit dem Album die Krone auf. Er hält es für das beste Album dieses Genres, das je aufgenommen wurde.

### Chartplatzierungen

#### Album
| ChartsChartplatzierungen       | Höchstplatzierung | Wochen |
| ------------------------------ | ----------------- | ------ |
| Deutschland (GfK)              | 10 (19 Wo.)       | 19     |
| Österreich (Ö3)                | 71 (1 Wo.)        | 1      |
| Schweiz (IFPI)                 | 2 (17 Wo.)        | 17     |
| Vereinigte Staaten (Billboard) | 1 (136 Wo.)       | 136    |
| Vereinigtes Königreich (OCC)   | 1 (108 Wo.)       | 108    |

| ChartsJahrescharts (1987) | Platzierung |
| ------------------------- | ----------- |
| Schweiz (IFPI)            | 21          |

#### Singles
| Jahr | Titel                 | Höchstplatzierung, Gesamtwochen, AuszeichnungChartplatzierungen (Jahr, Titel, , Platzierungen, Wochen, Auszeichnungen, Anmerkungen) | Höchstplatzierung, Gesamtwochen, AuszeichnungChartplatzierungen (Jahr, Titel, , Platzierungen, Wochen, Auszeichnungen, Anmerkungen) | Höchstplatzierung, Gesamtwochen, AuszeichnungChartplatzierungen (Jahr, Titel, , Platzierungen, Wochen, Auszeichnungen, Anmerkungen) | Höchstplatzierung, Gesamtwochen, AuszeichnungChartplatzierungen (Jahr, Titel, , Platzierungen, Wochen, Auszeichnungen, Anmerkungen) | Höchstplatzierung, Gesamtwochen, AuszeichnungChartplatzierungen (Jahr, Titel, , Platzierungen, Wochen, Auszeichnungen, Anmerkungen) | Anmerkungen                             |
| Jahr | Titel                 | DE | AT | CH | UK | US | Anmerkungen                             |
| ---- | --------------------- | --- | --- | --- | --- | --- | --------------------------------------- |
| 1987 | Women                 | — | — | — | — | US80 (5 Wo.)US | Erstveröffentlichung: 11. August 1987   |
| 1987 | Animal                | — | — | CH17 (7 Wo.)CH | UK6 (9 Wo.)UK | US19 (19 Wo.)US | Erstveröffentlichung: 17. Juli 1987     |
| 1987 | Pour Some Sugar on Me | DE50 (7 Wo.)DE | — | — | UK18 (6 Wo.)UK | US2 (24 Wo.)US | Erstveröffentlichung: 5. September 1987 |
| 1987 | Hysteria              | — | — | — | UK26 (7 Wo.)UK | US10 (16 Wo.)US | Erstveröffentlichung: 14. November 1987 |
| 1988 | Armageddon It         | — | — | — | UK20 (5 Wo.)UK | US3 (18 Wo.)US | Erstveröffentlichung: 26. März 1988     |
| 1988 | Love Bites            | — | — | — | UK11 (8 Wo.)UK | US1 (23 Wo.)US | Erstveröffentlichung: 2. Juli 1988      |
| 1989 | Rocket                | — | — | — | UK15 (7 Wo.)UK | US12 (13 Wo.)US | Erstveröffentlichung: 28. Januar 1989   |

### Auszeichnungen für Musikverkäufe
| Land/Region                  | Auszeichnungen für Musikverkäufe (Land/Region, Auszeichnung, Verkäufe) | Verkäufe   |
| ---------------------------- | ---------------------------------------------------------------------- | ---------- |
| Australien (ARIA)            | 4× Platin                                                              | 280.000    |
| Dänemark (IFPI)              | Gold                                                                   | 10.000     |
| Kanada (MC)                  | Diamant                                                                | 1.000.000  |
| Mexiko (AMPROFON)            | Gold                                                                   | 100.000    |
| Neuseeland (RMNZ)            | 8× Platin                                                              | 160.000    |
| Norwegen (IFPI)              | Gold                                                                   | 50.000     |
| Schweden (IFPI)              | Gold                                                                   | 50.000     |
| Schweiz (IFPI)               | Platin                                                                 | 50.000     |
| Vereinigte Staaten (RIAA)    | 12× Platin                                                             | 12.000.000 |
| Vereinigtes Königreich (BPI) | 2× Platin                                                              | 600.000    |
| Insgesamt                    | 4× Gold · 17× Platin · 2× Diamant ·                                    | 14.300.000 |

Hauptartikel: Def Leppard/Auszeichnungen für Musikverkäufe